# Tell Tayinat
Koordinaten: 36° 14′ 54″ N, 36° 22′ 34″ O

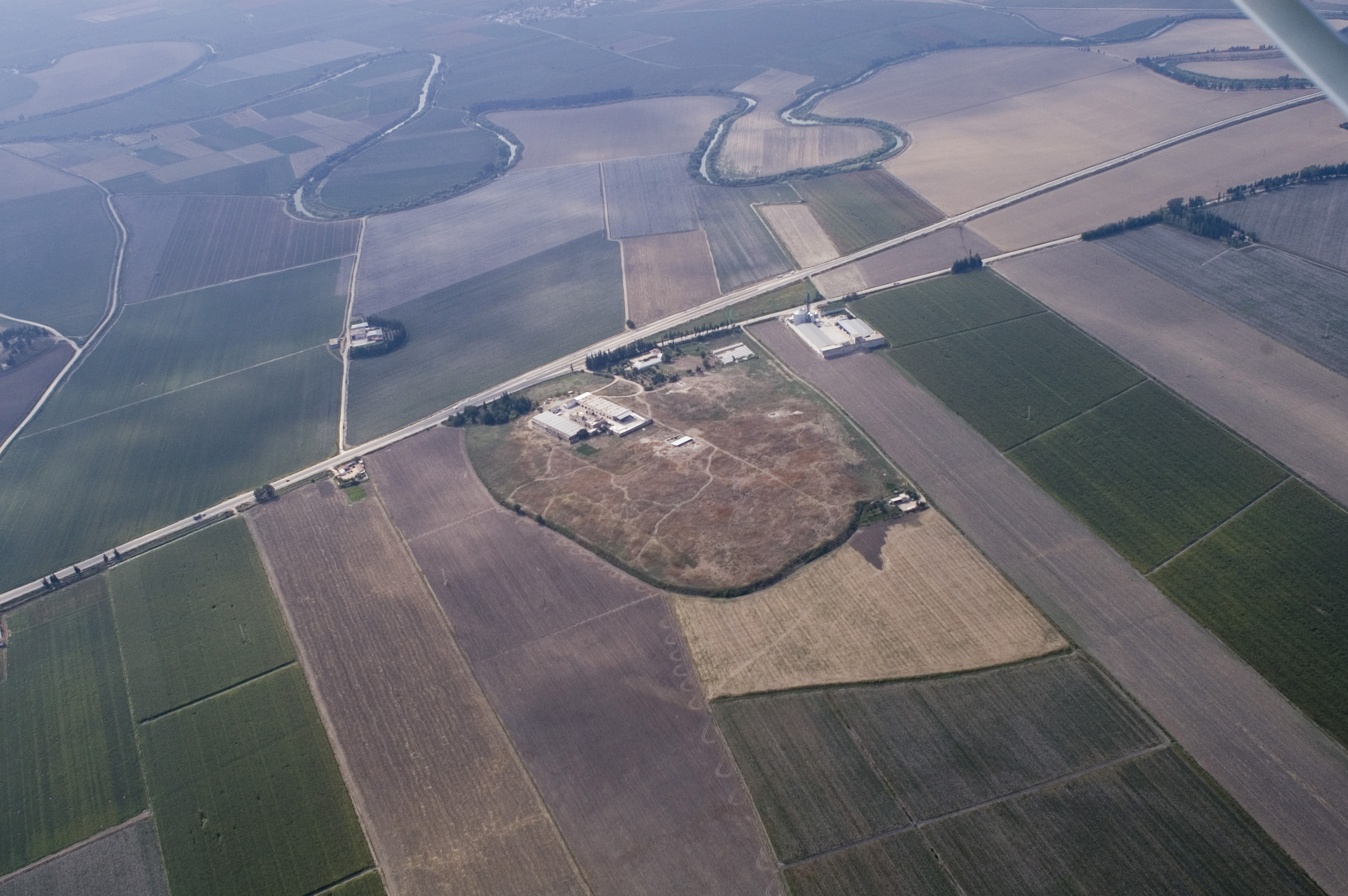
Luftaufnahme von Tell Tayinat

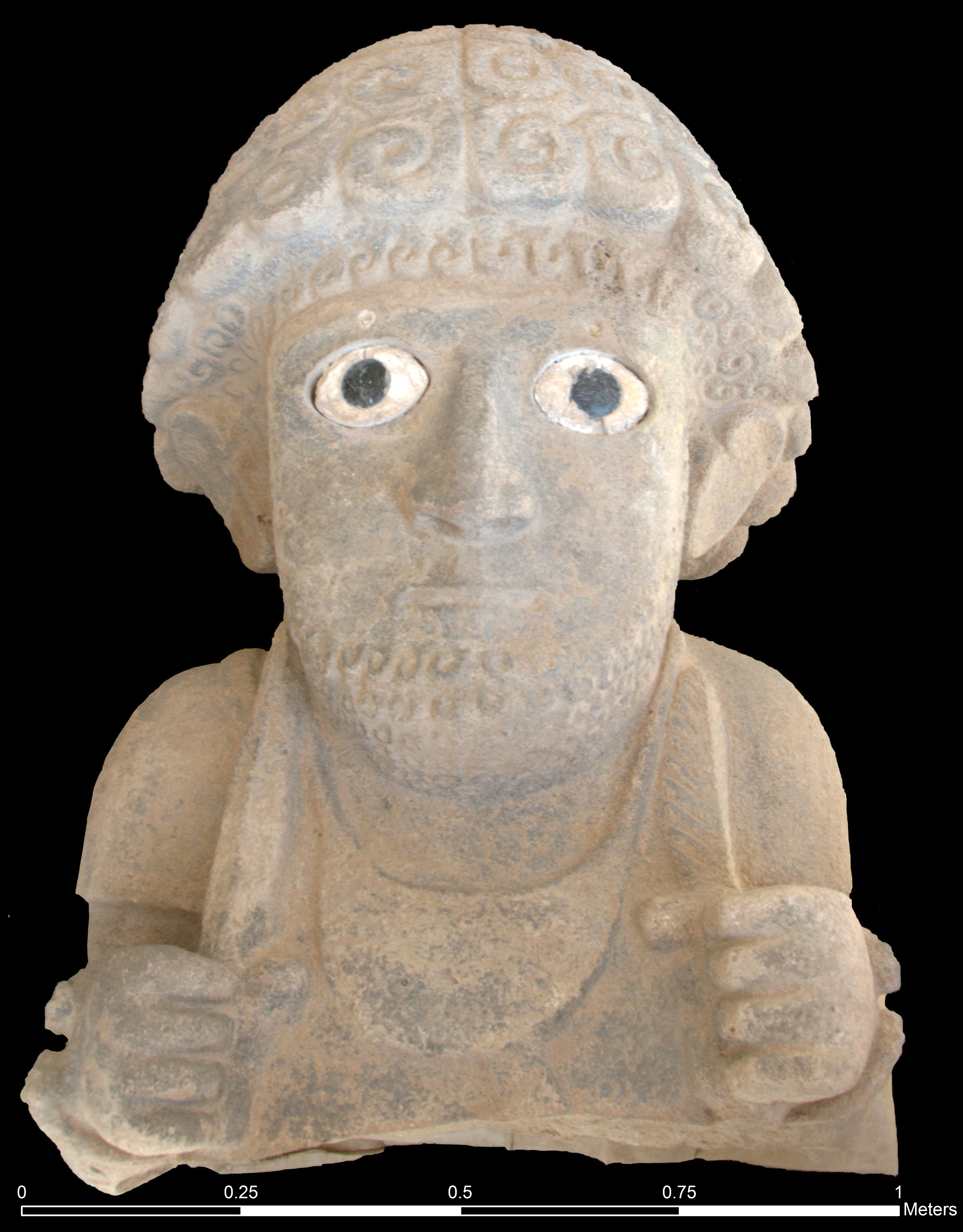
Šuppiluliuma

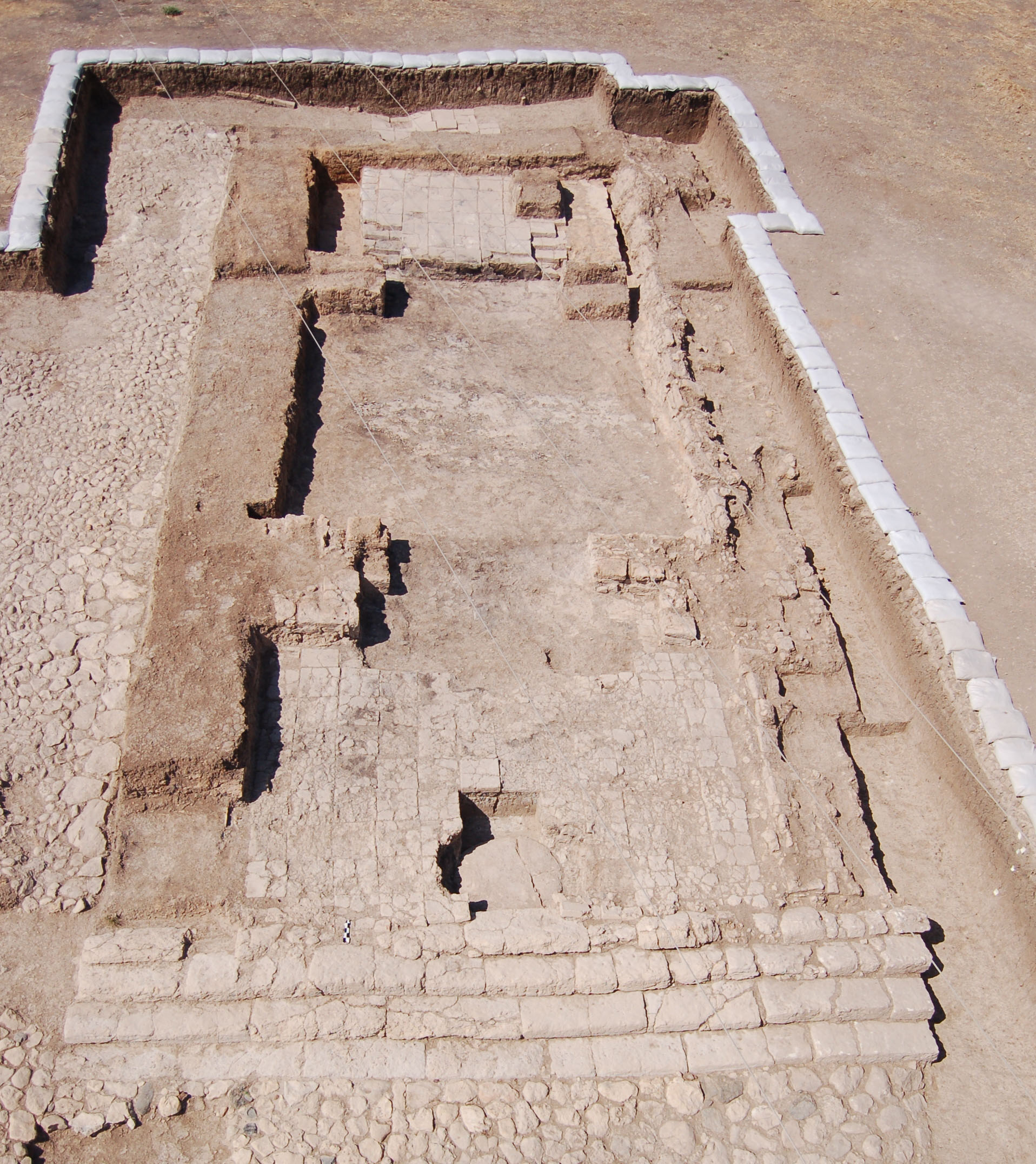
Eisenzeitlicher Tempel

Tell Tayinat ist ein archäologischer Fundplatz ca. 25 km von Antakya entfernt in der Amuq-Ebene, in direkter Nachbarschaft zu Alalach (Tell Açana). In der Antike hieß der Ort vermutlich Kunulua und war Hauptstadt des späthethitischen Königreichs Patina.

## Ausgrabungen
Am Tell Tayinat fanden von 1935 bis 1938 Ausgrabungen des Oriental Institutes der University of Chicago statt. Gefunden wurden unter anderem monumentale Säulen- und Pfeilerbasen aus dem 9. und 8. Jahrhundert v. Chr. 1936 wurden mehrere Bruchstücke einer Kolossalstatue des Halparuntiyas II. geborgen. 
Seit 2008 finden am Tell Tayinat Ausgrabungen unter Leitung des Archäologen Timothy P. Harrison von der Universität Toronto statt. Die Ausgrabungen ergaben eine königliche Zitadelle, die weitgehend der Zitadelle von Samʼal etwa 100 km nördlich entspricht. Es konnten zwei Bauperioden unterschieden werden. Bei einem Gebäude handelt es sich um einen typischen nordsyrischen Palast des Hilani-Typs. Ende des 8. Jahrhunderts wurde die Anlage von den Assyrern zerstört, die anschließend wieder eine Zitadelle errichteten. Von dieser Phase wurde ein Tempel ausgegraben.
Im Juni 2012 wurde das Oberteil einer Kolossalstatue des lokalen hethitischen Königs Šuppiluliuma (9. Jh. v. Chr.) entdeckt.

## Archäologischer Park
Von 2012 bis 2016 wurde ein umfangreiches Konservierungsprojekt durchgeführt. Die ausgegrabenen Lehmziegelmauern erhielten eine Trennschicht aus Geotextilien und wurde mit neuen Lehmziegeln ummantelt. So können die Strukturen stabilisiert und für Besucher im Rahmen eines archäologischen Parks, der auch den einen Kilometer entfernten Tell Açana (Alalach) umfasst, zugänglich gemacht werden. Ein Besucherzentrum mit einem Museum sowie Räumen für Forschung und Archivierung vervollständigen die Anlage.